# Annual Review of Genetics
Annual Review of Genetics — американский научный журнал, печатающий обзорные статьи по проблемам генетики и всестороннему исследованию биологических основ наследственности человека, животных, растений, грибов, бактерий и вирусов. Основан в 1967 году. Шеф-редактор — Бонни Басслер (Принстонский университет).
По данным Journal Citation Reports в 2013 году журнал имел импакт-фактор равный 18.115, что представляет собой третий показатель среди всех 164 журналовв категории «Genetics & Heredity».

## ISSN
- ISSN 0066-4197